# SN 2012cb
SN 2012cb – supernowa typu II P, odkryta 27 kwietnia 2012 roku w galaktyce UGC 3302. W momencie odkrycia, miała maksymalną jasność 17,5m.